# John Stacey
Sir William John Stacey, KCB, CBE, FRAeS (* 1. Dezember 1924; † 1. Januar 1981) war ein Offizier der Royal Air Force (RAF), der unter anderem als General (Air Chief Marshal) von 1979 bis zu seinem Tode 1981 stellvertretender Oberkommandierender der Alliierten Streitkräfte in Mitteleuropa AFCENT (Allied Forces Central Europe) in Brunssum war.

## Leben

### Offiziersausbildung, Zweiter Weltkrieg und Stabsoffizier

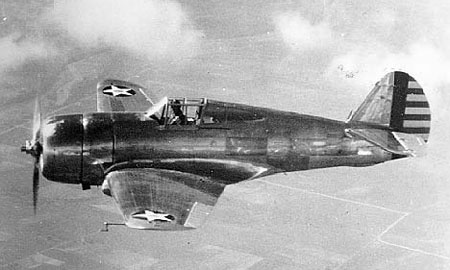
John Stacey flog im Zweiten Weltkrieg Curtiss Mohawk-Jagdflugzeuge in Burma.

William John Stacey, Sohn von Edward William John Stacey, absolvierte seine schulische Ausbildung in Irland und Südafrika und trat während des Zweiten Weltkrieges 1942 als Leading Aircraftman (LAC) in die Freiwilligen Reserve der Luftstreitkräfte RAFVR (Royal Air Force Volunteer Reserve) ein. Kurz darauf begann er seine Flugausbildung in Südafrika und wurde 1943 als Pilot zu der in Burma eingesetzten Staffel No. 155 Squadron RAF versetzt, wo er Jagdflugzeuge vom Typ Curtiss Mohawk flog. Im weiteren Kriegsverlauf wurde er Pilot in der ebenfalls in Burma operierenden No. 60 Squadron RAF und flog dort Jagdflugzeuge vom Typ Hawker Hurricane. Er wurde am 23. Dezember 1944 zum Leutnant (Pilot Officer) sowie am 23. Juni 1945 zum Oberleutnant (Flying Officer) im Kriegsdienst (War Service) ernannt. Nach Kriegsende wurde er am 15. Oktober 1947 als Zeitsoldat (Short Service Commission) unter gleichzeitiger Beförderung zum Hauptmann (Flight Lieutenant) in die Royal Air Force (RAF), wobei die Übernahme in das Dienstverhältnis und die Beförderung jeweils auf den 23. Dezember 1945 zurückdatiert wurden. Er wurde daraufhin 1947 zur No. 54 Squadron RAF nach Australien verlegt und flog dort Jagdflugzeuge vom Typ Supermarine Spitfire, die er nah einer weiteren Versetzung auch in der in Großbritannien stationierten No. 72 Squadron RAF flog. Kurz darauf wurde er dort Pilot auf einstrahligen Kampfflugzeugen des Typs De Havilland DH.100 Vampire. Am 30. Dezember 1948 erfolgte seine Übernahme als Berufssoldat (Permanent Commission) unter Beibehaltung des Dienstgrades eines Flight Lieutenant. Nachdem er zwischen 1949 und 1951 Qualifizierter Flugausbilder QFI (Qualified Flying Instructor) am RAF College Cranwell war, wurde er 1951 Prüfungsoffizier an der Zentralen Flugschule CFS (Central Flying School). Danach folgte zwischen dem 6. November 1952 und Januar 1956 eine Verwendung in Washington, D.C. als Persönlicher Assistent des Chef des Luftwaffenstabes der britischen Stabsmission BJSM (British Joint Staff Mission).
In dieser Zeit wurde Stacey am 1. Juli 1955 zum Major (Squadron Leader) befördert und war nach seiner Rückkehr zwischen Januar 1956 und dem Februar 1958 Kommandeur (Commanding Officer) der No. 54 Squadron RAF. Er war zwischen dem 13. Juli 1959 und dem 1. Juli 1963 Referatsleiter für Nuklearoperationen (Chief of Nuclear Operations Branch) im Hauptquartier der Zweiten Alliierten Taktischen Luftflotte (Second Allied Tactical Air Force). In dieser Funktion erfolgte am 1. Januar 1961 seine Beförderung zum Oberstleutnant (Wing Commander). Danach war er vom 1. Juli 1963 bis zum 14. Juni 1965 Kommandeur der mit vierstrahligen strategischen Bombern des Typs Avro Vulcan ausgerüsteten No. 50 Squadron RAF. Nach seiner Beförderung zum Oberst (Group Captain) am 1. Juli 1965 wurde er am 9. Juli 1965 stellvertretender Leiter der Operationsabteilung und war dort zuständig für den Einsatz der Bomber und Aufklärungsflugzeuge (Deputy Director of Operations - Bomber & Reconnaissance), ehe er vom 3. Januar bis zum 21. November 1969 Kommandant des Luftwaffenstützpunktes RAF Coltishall war.

### Aufstieg zum Air Chief Marshal
Im Anschluss wurde John Stacey Ende November 1969 Kommandant der Luftwaffenbasis RAF Akrotiri und verblieb in dieser Verwendung bis Januar 1972. In dieser Funktion wurde er am 1. Juli 1970 zum Brigadegeneral (Air Commodore) befördert und für seine Verdienste am 1. Januar 1972 zum Commander des Order of the British Empire (CBE) ernannt. Nachdem er zwischen Januar und November 1972 das Royal College of Defence Studies (RCDS) besucht hatte, fungierte er vom 4. November 1972 bis April 1974 als Leitender Stabsoffizier SASO (Senior Air Staff Officer SASO) und damit als Chef des Stabes der No. 46 Group RAF, die zugleich die Vereinigte Luftlandeeingriffstruppe (UK Joint Airborne Task Force) war. In dieser Verwendung erfolgt am 1. Juli 1973 zudem seine Beförderung zum Generalmajor (Air Vice-Marshal). Am 27. Juli 1974 übernahm er den Posten als Assistierender Chef des Luftwaffenstabes für politische Inhalte (Assistant Chief of the Air Staff (Policy)) und hatte diesen bis zum November 1975 inne.
Stacey erhielt am 17. Januar 1976 den kommissarischen Dienstgrad eines Air Marshal und war als solcher als Nachfolger von Air Marshal Sir Michael Beetham zwischen dem 17. Januar 1976 und seiner Ablösung durch Air Marshal Sir Alan Davies am 25. Juli 1977 stellvertretender Oberkommandierender des Luftangriffskommandos (Deputy Commander in Chief, RAF Strike Command). Am 1. Januar 1977 wurde er in dieser Funktion zum Generalmajor (Air Marshal) befördert. Darüber hinaus wurde er am 11. Juni 1977 zum Knight Commander des Order of the Bath (KCB) geschlagen, so dass er seither den Namenszusatz „Sir“ führte. Am 25. Juli 1977 trat er abermals die Nachfolge von Air Marshal Sir Michael Beetham an, und zwar dieses Mal als Oberkommandierender der britischen Luftstreitkräfte in Deutschland (Commander in Chief, RAF Germany) sowie zugleich in Personalunion als Kommandeur der Zweiten Alliierten Taktischen Luftflotte (Second Allied Tactical Air Force). Auf diesen Posten blieb er bis April 1979 und wurde daraufhin von Air Marshal Sir Peter Terry abgelöst.
Zuletzt wurde Sir John Stacey, der auch Fellow der Royal Aeronautical Society (FRAeS) war, am 1. Juni 1979 zum General (Air Chief Marshal) befördert und löste Air Chief Marshal Peter Le Cheminant als stellvertretender Oberkommandierender der Alliierten Streitkräfte der NATO in Mitteleuropa AFCENT (Allied Forces Central Europe) in Brunssum ab. Auf diesem Posten verblieb er bis zu seinem plötzlichen Tod am 1. Januar 1981. Sein Nachfolger wurde daraufhin auch in dieser Verwendung Air Chief Marshal Sir Peter Terry.
Aus seiner 1952 geschlossenen Ehe mit Frances Jean Faucett ging ein Kind hervor.